# Green note coaster
green note coaster（グリーンノートコースター）は、日本のバンドアーティスト。所属事務所はSiesta（シエスタ）、レコード会社は、Village Again Association（ヴィレッジアゲインアソシエーション）。

## 概要
2010年結成。沖縄県内を中心にイベント、ライブ等に精力的に出演し、2011年7月に県内の人気バンドを多く生んだ「シーポートちゃたんカーニバルインディーズミュージックコンテスト」にてグランプリを受賞。

10月には「トイレの神様」を歌う植村花菜を輩出した「ミュージシャングランプリOSAKA2011」にてグランプリを受賞する。県内メディアからも注目を集め、「永遠」が「沖縄テレビ飲酒運転根絶キャンペーン」のイメージソングに、「 アイ」がほっともっとの沖縄県内CMソングにそれぞれ採用され、2011年9月16日にシングル「永遠」を県内限定リリース。

2012年11月には初のアルバム「Pieces of the light」を発表。

収録曲「sing like a bird
」「アイ」の２本で1つの物語となるストーリー仕立てのミュージッククリップが話題となる。

2013年オリオンビール「クリアフリー」のCMソングに未発表曲「キミニトドケ」が採用され、同7月3日に沖縄限定シングルとしてリリース。このタイアップにより、更に沖縄県内のメディアでは抜群の知名度を広げる。

2015年4月　2年半振りとなるニューアルバム「tree」をリリースし、5月には1年振りの東京ツアーも敢行。

そして、12月の沖縄の冬を彩るブルーシールアイスクリームクリスマスCMソング「ハピネス」をリリース、現在に至る。

## メンバー
金城美織（Kinjo Mio）ボーカル担当。
佐々木皓太（Sasaki Kota）ボーカル兼Dj担当。
田中秀樹（Tanaka Hideki）ギター担当。

## ディスコグラフィ

### シングル

#### 永遠（1st single）
2011年9月16日発売
| No | 曲名                        |
| -- | --------------------------- |
| 1  | 永遠                        |
| 2  | melody preyer               |
| 3  | 永遠(Instrumental)          |
| 4  | melody preyer(Instrumental) |

#### キミニトドケ（2nd single）
2013年7月3日発売
| No | 曲名         |
| -- | ------------ |
| 1  | キミニトドケ |
| 2  | ひまわり     |

#### ハピネス（3rd single）
2015年11月18日発売
| No | 曲名                   |
| -- | ---------------------- |
| 1  | ハピネス               |
| 2  | ハピネス(Instrumental) |

### アルバム

#### pieces of the light（1stアルバム）
2012年11月7日発売
| No | 曲名                   |
| -- | ---------------------- |
| 1  | Stars                  |
| 2  | アイ                   |
| 3  | Sing like a bird       |
| 4  | さくら                 |
| 5  | ぬくもりの射し示す方へ |
| 6  | 心の花                 |
| 7  | フルカラー             |
| 8  | 光と影                 |

#### tree（2ndアルバム）
2015年4月29日発売
| No | 曲名                |
| -- | ------------------- |
| 1  | ブルーバード        |
| 2  | ひまわり            |
| 3  | one                 |
| 4  | my way              |
| 5  | さくら(New Version) |
| 6  | ごはんの時間        |
| 7  | 約束の場所          |
| 8  | 何度でも            |
| 9  | キミニトドケ        |

### 楽曲プロデュース
- うるうらら（うるま市の地域PRゆるキャラ）

ドキドキコミュニケーション【作詞作曲：金城美織／プロデュース：佐々木皓太】

## 出演、タイアップ

### CMソング
- 2011年 永遠（沖縄テレビ飲酒運転根絶キャンペーン）
- 2012年 アイ（ほっともっと・ゴーヤー弁当〔沖縄地区限定CM〕）
- 2013年 キミニトドケ（オリオンビール　クリアフリーCM）
- 2015年 ハピネス（ブルーシールアイスクリームクリスマスCM）